# 九龙华表

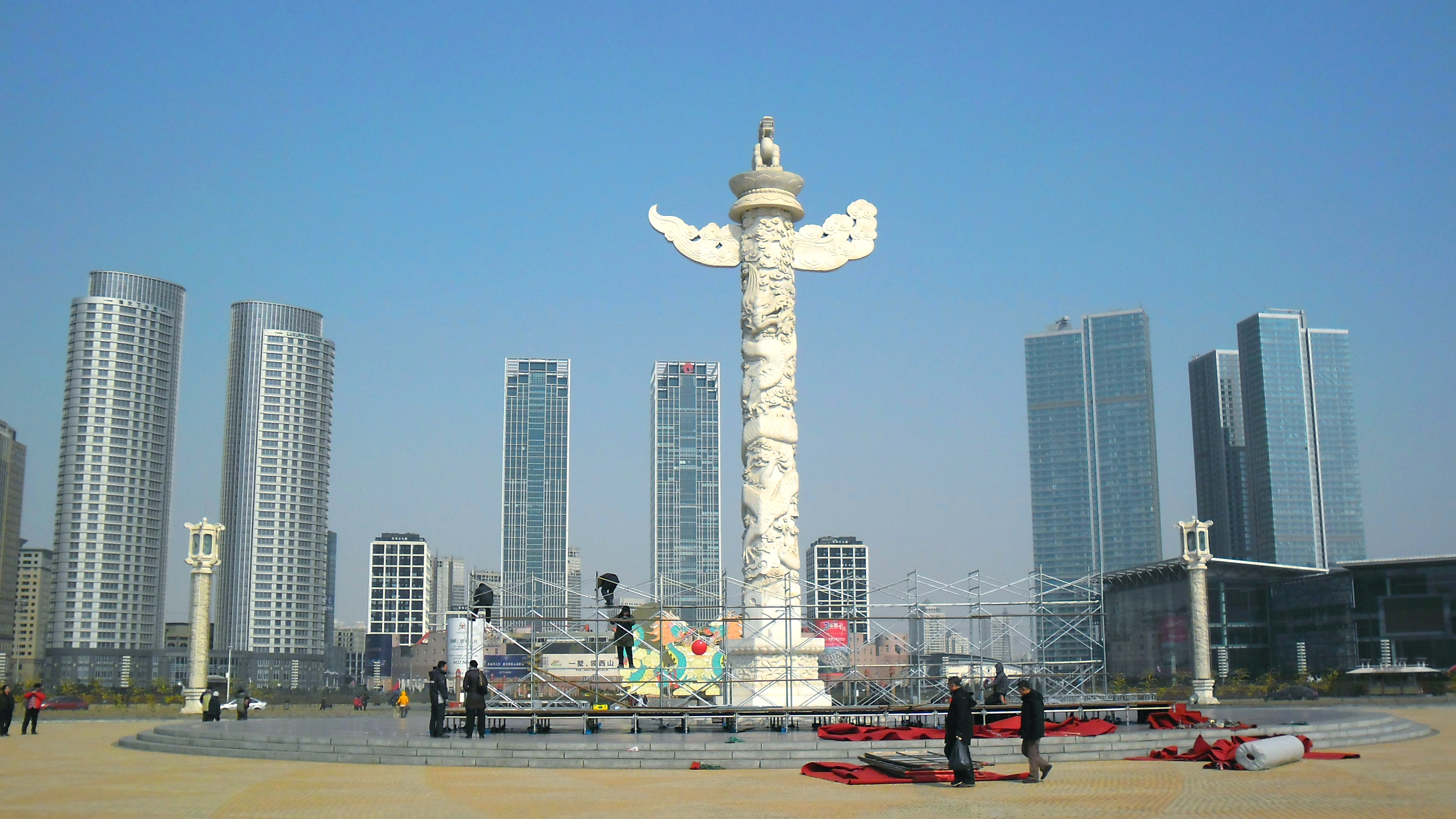
2012年拍摄的九龙华表

九龙华表是辽宁省大连市星海广场已拆除的标志性建筑，曾是中国最大的华表。
星海广场及九龙华表系薄熙来主政大连时建造，1997年竣工。九龙华表位于星海广场中心，汉白玉材质。整体高19.97米，直径1.997米，纪念香港回归。华表由四部分组成，分别是柱座、柱身、云板、叫天吼。叫天吼高2.3米。华表柱座、柱身装饰9条巨龙，寓意华夏九州儿女都是龙的传人。另有五根汉白玉石柱围绕华表，石柱高12.34米，各自托举一盏宫灯:220。
2016年8月5日凌晨，当地居民在网络披露九龙华表被拆除。居民指是在拆除星海广场上的中國國際啤酒節临时大棚时，一同拆除九龙华表。凌晨零时三十分左右完成。香港等大陆境外媒体报道后，《法制晚报》记者获得消息证实，大连市人民政府相关部门在凌晨四时许拆除九龙华表。大连市人民政府未对外公布拆除原因。